# Zalesie (powiat lwówecki)
Zalesie – osada w Polsce położona w województwie dolnośląskim, w powiecie lwóweckim, w gminie Lubomierz.
W latach 1975–1998 miejscowość należała administracyjnie do województwa jeleniogórskiego.